# Arjen Bergsma
Arjen Bergsma (Gorredijk, 21 maart 1989) is een Nederlands voormalig voetballer die doorgaans speelde als centrale verdediger. Tussen 2009 en 2023 was hij actief voor sc Heerenveen, FC Emmen, Harkemase Boys, Flevo Boys en VV Gorredijk.

## Clubcarrière
Bergsma speelde in de jeugd van VV Read Swart en later werd hij gescout door sc Heerenveen. In 2009 werd hij voor de duur van één seizoen verhuurd aan FC Emmen. De verdediger debuteerde op 7 augustus 2009, toen met 0–4 werd verloren van RBC Roosendaal. Hij begon in een defensie met Hassan Bai Kamara, Kevin Görtz en Joos Valgaeren. Twintig minuten voor tijd werd hij afgelost door Tim Siekman. Tot aan de winterstop speelde Bergsma achttien wedstrijden voor Emmen, maar sinds het nieuwe jaar kwam hij niet meer in actie. In de zomer van 2010 werd zijn contract bij Heerenveen niet verlengd en de verdediger verkaste naar Harkemase Boys. Vier jaar later vertrok Bergsma naar Flevo Boys. Met ingang van het seizoen 2016/17 kwam Bergsma uit voor VV Gorredijk waar hij zijn jongere broer Hylke trof, die overkomt van VV Read Swart. In december 2023 besloot Bergsma op vierendertigjarige leeftijd een punt te zetten achter zijn actieve voetballoopbaan.

## Clubstatistieken
| Seizoen | Club     | Competitie     | Competitie | Competitie | Beker | Beker | Internationaal | Internationaal | Totaal | Totaal |
| Seizoen | Club     | Competitie     | Wed.       | Dlp.       | Wed.  | Dlp.  | Wed.           | Dlp.           | Wed.   | Dlp.   |
| ------- | -------- | -------------- | ---------- | ---------- | ----- | ----- | -------------- | -------------- | ------ | ------ |
| 2009/10 | FC Emmen | Eerste divisie | 18         | 0          | 1     | 0     | —              | —              | 19     | 0      |
| Totaal  | Totaal   | Totaal         | 18         | 0          | 1     | 0     | 0              | 0              | 19     | 0      |